# Wojewódzki Szpital Dziecięcy im. Józefa Brudzińskiego w Bydgoszczy

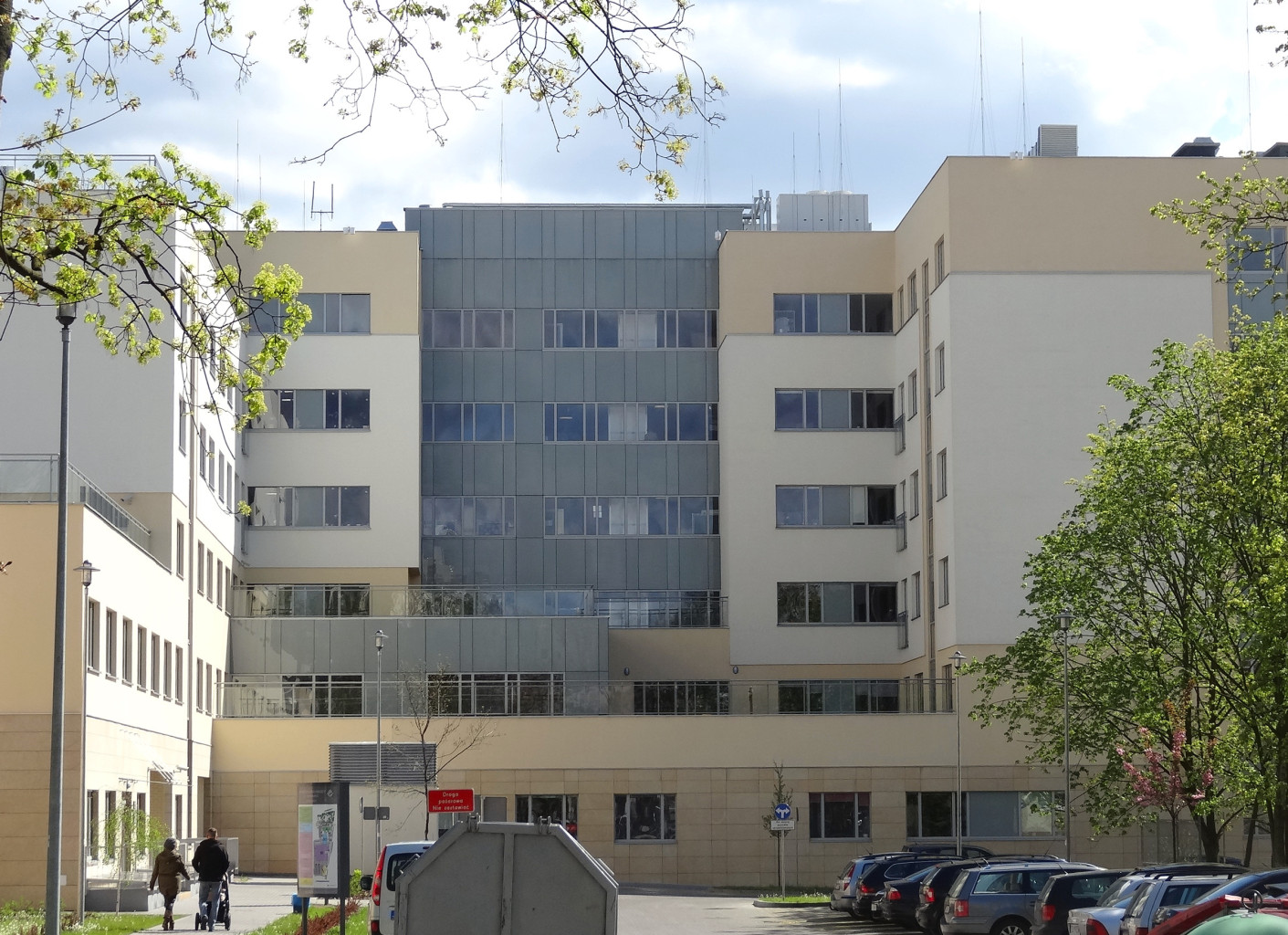
Szpital po rozbudowie w 2014 roku

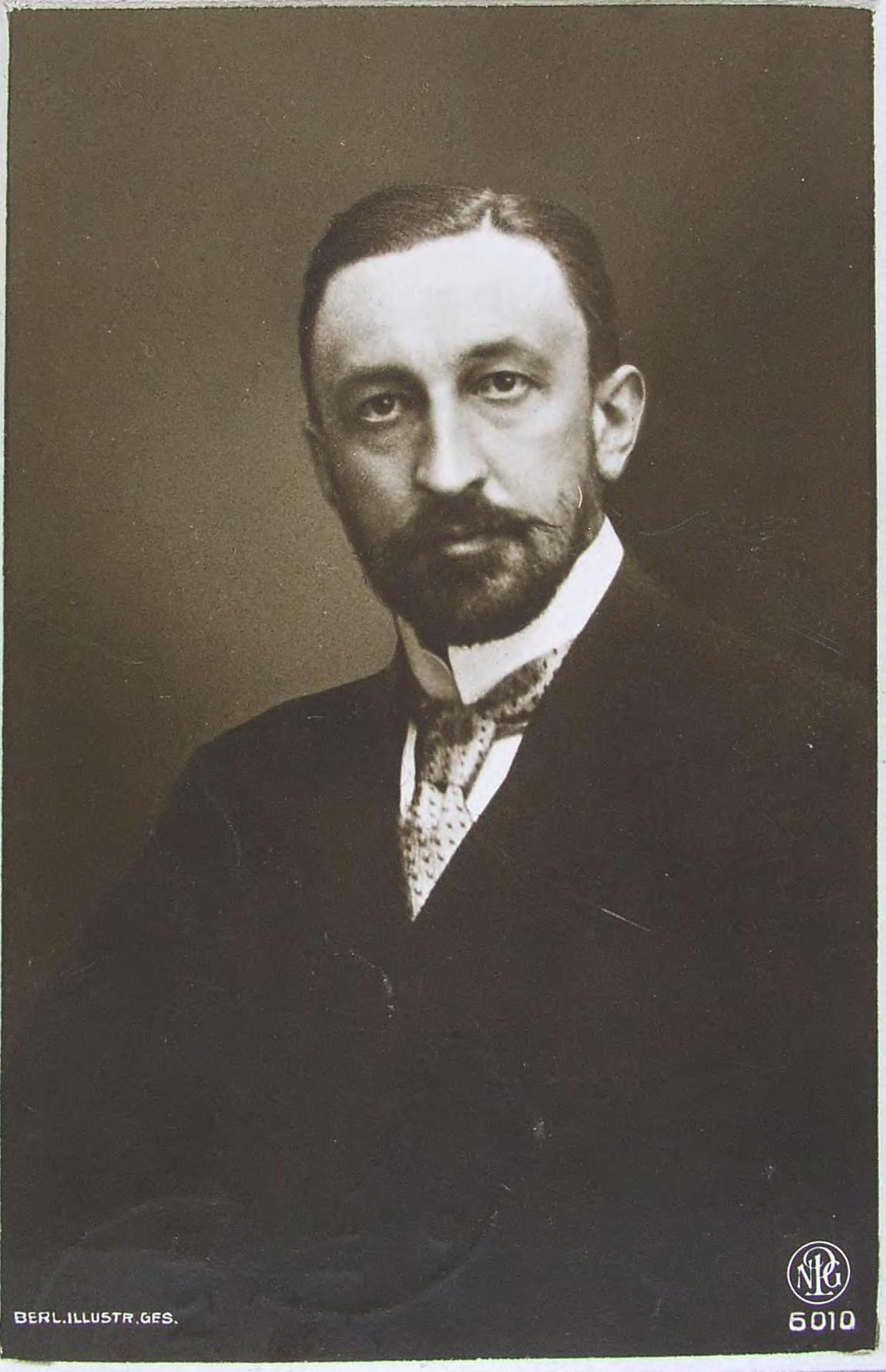
dr Józef Brudziński (1874–1917) – patron szpitala

Wojewódzki Szpital Dziecięcy im. Józefa Brudzińskiego – szpital dziecięcy w Bydgoszczy przy ul. Chodkiewicza 44, w dzielnicy Bielawy.

## Charakterystyka
Szpital świadczy usługi medyczne w zakresie specjalistycznym i ogólno-pediatrycznym. 
Składa się z kilku połączonych budynków. Jeden z nich mieści m.in. oddziały: anestezjologii i intensywnej terapii, patologii noworodka i 4 sale operacyjne, a drugi oddziały: pediatryczny, chorób płuc i alergologii, endokrynologiczny i diabetologiczny oraz neurologiczny. W szpitalu znajduje się 216 łóżek dla pacjentów i dodatkowo 60 łóżek dla matek. Przed rozbudową w latach 2011–2014 hospitalizowano rocznie ok. 10 tys. pacjentów.
Organem tworzącym dla szpitala jest samorząd województwa kujawsko-pomorskiego.

## Historia
Pierwsze budynki szpitala wzniesiono w 1880 roku na terenie podmiejskiej gminy Bielawy. Był to Szpital Powiatowy i Przytułek dla Nieuleczalnie Chorych, w którym pracowały siostry diakonisy wyznania ewangelickiego. Organem założycielskim był starosta powiatu bydgoskiego. Budynki postawiono w dwuhektarowym parku. Po kilku latach utworzono oddziały: chirurgiczny i wewnętrzny, a w 1890 r. dwa nowe budynki. W 1905 r. zlikwidowano przytułek dla starców, pozostawiając 60-łóżkowy szpital powiatowy. W latach 1914–1918 pełnił rolę lazaretu dla rannych żołnierzy niemieckich.
W okresie międzywojennym szpital nadal podlegał starostwu powiatowemu i leczył pacjentów głównie spoza Bydgoszczy. W 1930 r. na oddziałach: chirurgii, chorób wewnętrznych, zakaźnym i ocznym szpital dysponował 120 łóżkami. W 1923 r. pobudowano osobną kaplicę, a w 1933 r. dokonano gruntownej modernizacji szpitala. Rozbudowany według projektu inż. Kossowskiego i kosztem 300 tys. obiekt ze 120 łóżkami dla chorych otwarto 30 grudnia 1933. W 1938 r. powiat sprzedał szpital miastu Bydgoszczy, które przekształciło go w oddział nowo zbudowanego Szpitala Miejskiego na Skrzetusku z oddziałami: wewnętrznym i chorób płuc.
W czasie okupacji Niemcy przekształcili placówkę w Miejski Szpital Dziecięcy z oddziałami: zakaźnym, laryngologicznym, okulistycznym i ortopedycznym. Po wyzwoleniu utrzymała się jego rola jako szpitala dziecięcego.
W 1953 r. przemianowano go na Wojewódzki Szpital Dziecięcy im. Józefa Brudzińskiego. Zapewniał on opiekę stacjonarną, specjalistyczną i ambulatoryjną dla dzieci i młodzieży w Bydgoszczy i województwie bydgoskim. W latach 50. XX w. dysponował 220 łóżkami. Od 1958 r. dyrekcja podejmowała próby rozbudowy szpitala. W 1964 r. powstał nowy budynek laboratorium i hotel dla pielęgniarek. W 1980 r., gdy rozpoczęto rozbudowę Szpitala im. Antoniego Jurasza, do szpitala dziecięcego przeniesiono Katedrę i Klinikę Chorób Dzieci Akademii Medycznej w Bydgoszczy, która pozostała tu jeszcze po 1989 r.
W latach 90. XX w. szpital posiadał 10 oddziałów, w tym dwa oddziały Katedry i Kliniki Pediatrii, Hematologii i Onkologii oraz w placówkach specjalistycznych lecznictwa ambulatoryjnego. W 1999 r. przeszedł pod jurysdykcję samorządu województwa kujawsko-pomorskiego. W latach 2011–2014 dokonano znacznej przebudowy szpitala, burząc dotychczasowe budynki i wznosząc nowe od podstaw.

### Nazwy
- 1880–1905 – Szpital Powiatowy i Przytułek dla Nieuleczalnie Chorych
- 1905–1938 – Szpital Powiatowy w Bydgoszczy
- 1938–1940 – Szpital Miejski (oddział)
- 1940–1945 – Städtisches Kinderkrankenhaus
- 1945–1953 – Miejski Szpital Dziecięcy
- od 1953 – Wojewódzki Szpital Dziecięcy im. J. Brudzińskiego w Bydgoszczy

## Struktura organizacyjna

### Oddziały
- Oddział Anestezjologii i Intensywnej Terapii Dziecięcej
- Oddział Pediatrii, Pneumonologii i Alergologii z Pododdziałem Niemowlęcym
- Oddział Pediatrii, Kardiologii
- Oddział Patologii Noworodka
- Oddział Otolaryngologii, Audiologii i Foniatrii Dziecięcej
- Oddział Neurochirurgii Dziecięcej
- Oddział Pediatrii, Endokrynologii i Diabetologii
- Oddział Neurologii Dziecięcej
- Oddział Chirurgii Dziecięcej
- Oddział Pediatrii, Hematologii, Onkologii i Reumatologii
- Ośrodek Rehabilitacji Dziennej

### Poradnie
- Specjalistyczne
  - Poradnia Alergologiczna
  - Poradnia Audiologiczna
  - Poradnia Chirurgii Dziecięcej
  - Poradnia Chorób Metabolicznych
  - Poradnia Diabetologiczna
  - Poradnia Dermatologiczna
  - Poradnia Endokrynologiczna
  - Poradnia Foniatryczna
  - Poradnia Ginekologiczna dla Dziewcząt
  - Poradnia Hematologii i Onkologii Dzieci i Młodzieży
  - Poradnia Kardiologiczna
  - Poradnia Logopedyczna
  - Poradnia Mukowiscydozy
  - Poradnia Nadciśnienia Tętniczego
  - Poradnia Nefrologiczna
  - Poradnia Neurologiczna
  - Poradnia Otolaryngologiczna
  - Poradnia Pneumonologiczna
  - Poradnia Reumatologiczna
  - Poradnia Urologii Dziecięcej
- Diagnostyczne
  - Pracownia Diagnostyki Nieinwazyjnej Układu Krążenia
  - Pracownia Densytometrii
  - Pracownia Rentgenodiagnostyki i Ultrasonografii
  - Pracownia Tomografii Komputerowej
  - Pracownia Rezonansu Magnetycznego
  - Pracownia Antropometryczna
  - Pracownia Elektroencefalografii (EEG) i Elektromiografii (EMG)
  - Zakład Diagnostyki Laboratoryjnej
  - Laboratorium Mikrobiologiczne

## Patron
Patronem szpitala od stycznia 1953 roku jest dr Józef Brudziński (1874–1917) – lekarz, pediatra i neurolog, działacz społeczny i polityczny, założyciel, profesor i rektor Uniwersytetu Warszawskiego. Opisał szereg objawów zapalenia opon mózgowo-rdzeniowych (objawy Brudzińskiego). Współzałożyciel Polskiego Towarzystwa Pediatrycznego i „Przeglądu Pediatrycznego”.